# Sindaci di Norimberga
Di seguito l'elenco cronologico dei sindaci di Norimberga e delle altre figure apicali equivalenti che si sono succedute nel corso della storia.

## Repubblica di Weimar (1918-1933)
| Sindaci (Oberbürgermeister) (1918-1933) | Sindaci (Oberbürgermeister) (1918-1933) | Sindaci (Oberbürgermeister) (1918-1933) | Sindaci (Oberbürgermeister) (1918-1933) | Sindaci (Oberbürgermeister) (1918-1933) |
| Nominativo                              | Partito                                 | Partito                                 | Mandato                                 | Mandato                                 |
| Nominativo                              | Partito                                 | Partito                                 | Inizio                                  | Fine                                    |
| --------------------------------------- | --------------------------------------- | --------------------------------------- | --------------------------------------- | --------------------------------------- |
| Otto Geßler                             |                                         | Partito Democratico Tedesco             | 1918                                    | 1919                                    |
| Hermann Luppe                           |                                         | Partito Democratico Tedesco             | 1919                                    | 1933                                    |

## Germania nazista (1933-1945)
| Sindaci (Oberbürgermeister) nominati dal governo (1933-1945) | Sindaci (Oberbürgermeister) nominati dal governo (1933-1945) | Sindaci (Oberbürgermeister) nominati dal governo (1933-1945) | Sindaci (Oberbürgermeister) nominati dal governo (1933-1945) | Sindaci (Oberbürgermeister) nominati dal governo (1933-1945) |
| Nominativo                                                   | Partito                                                      | Partito                                                      | Mandato                                                      | Mandato                                                      |
| Nominativo                                                   | Partito                                                      | Partito                                                      | Inizio                                                       | Fine                                                         |
| ------------------------------------------------------------ | ------------------------------------------------------------ | ------------------------------------------------------------ | ------------------------------------------------------------ | ------------------------------------------------------------ |
| Willy Liebel                                                 |                                                              | Partito Nazionalsocialista Tedesco dei Lavoratori            | 18 marzo 1933                                                | 20 aprile 1945                                               |

## Zona di occupazione statunitense (1945-1946)
| Sindaci (Oberbürgermeister) nominati dal comando militare statunitense (1945) | Sindaci (Oberbürgermeister) nominati dal comando militare statunitense (1945) | Sindaci (Oberbürgermeister) nominati dal comando militare statunitense (1945) | Sindaci (Oberbürgermeister) nominati dal comando militare statunitense (1945) | Sindaci (Oberbürgermeister) nominati dal comando militare statunitense (1945) |
| Nominativo                                                                    | Partito                                                                       | Partito                                                                       | Mandato                                                                       | Mandato                                                                       |
| Nominativo                                                                    | Partito                                                                       | Partito                                                                       | Inizio                                                                        | Fine                                                                          |
| ----------------------------------------------------------------------------- | ----------------------------------------------------------------------------- | ----------------------------------------------------------------------------- | ----------------------------------------------------------------------------- | ----------------------------------------------------------------------------- |
| Julius Rühm                                                                   |                                                                               | Partito Nazionalsocialista Tedesco dei Lavoratori                             | 22 aprile 1945                                                                | 26 luglio 1945                                                                |
| Martin Treu                                                                   |                                                                               | Partito Socialdemocratico di Germania                                         | 26 luglio 1945                                                                | 4 dicembre 1945                                                               |

## Repubblica Federale di Germania (dal 1946)
| Sindaci (Oberbürgermeister) eletti dal Consiglio cittadino (1946-1952)   | Sindaci (Oberbürgermeister) eletti dal Consiglio cittadino (1946-1952) | Sindaci (Oberbürgermeister) eletti dal Consiglio cittadino (1946-1952) | Sindaci (Oberbürgermeister) eletti dal Consiglio cittadino (1946-1952) | Sindaci (Oberbürgermeister) eletti dal Consiglio cittadino (1946-1952) | Sindaci (Oberbürgermeister) eletti dal Consiglio cittadino (1946-1952) | Sindaci (Oberbürgermeister) eletti dal Consiglio cittadino (1946-1952) |
| Nominativo                                                               | Partito                                                                | Partito                                                                | Mandato                                                                | Mandato                                                                | Elezione                                                               |                                                                        |
| Nominativo                                                               | Partito                                                                | Partito                                                                | Inizio                                                                 | Fine                                                                   | Elezione                                                               |                                                                        |
| ------------------------------------------------------------------------ | ---------------------------------------------------------------------- | ---------------------------------------------------------------------- | ---------------------------------------------------------------------- | ---------------------------------------------------------------------- | ---------------------------------------------------------------------- | ---------------------------------------------------------------------- |
| Hans Ziegler                                                             |                                                                        | Partito Socialdemocratico di Germania                                  | 1945                                                                   | 1948                                                                   | –                                                                      |                                                                        |
| Otto Ziebill                                                             |                                                                        | Partito Socialdemocratico di Germania                                  | 1948                                                                   | 1951                                                                   | –                                                                      |                                                                        |
| Sindaci (Oberbürgermeister) eletti direttamente dai cittadini (dal 1952) |                                                                        |                                                                        |                                                                        |                                                                        |                                                                        |                                                                        |
| Nominativo                                                               | Partito                                                                | Partito                                                                | Mandato                                                                | Mandato                                                                | Elezione                                                               |                                                                        |
| Nominativo                                                               | Partito                                                                | Partito                                                                | Inizio                                                                 | Fine                                                                   | Elezione                                                               |                                                                        |
| Otto Bärnreuther                                                         |                                                                        | Partito Socialdemocratico di Germania                                  | 1952                                                                   | 1957                                                                   | Elezione 1952                                                          |                                                                        |
| Andreas Urschlechter                                                     |                                                                        | Partito Socialdemocratico di Germania                                  | 1957                                                                   | 1963                                                                   | Elezione 1957                                                          |                                                                        |
| Andreas Urschlechter                                                     | 1963                                                                   | Partito Socialdemocratico di Germania                                  | 1969                                                                   | Elezione 1963                                                          |                                                                        |                                                                        |
| Andreas Urschlechter                                                     | 1969                                                                   | Partito Socialdemocratico di Germania                                  | 1975                                                                   | Elezione 1969                                                          |                                                                        |                                                                        |
| Andreas Urschlechter                                                     | 1975                                                                   | Partito Socialdemocratico di Germania                                  | 1981                                                                   | Elezione 1975                                                          |                                                                        |                                                                        |
| Andreas Urschlechter                                                     | 1981                                                                   | Partito Socialdemocratico di Germania                                  | 1987                                                                   | Elezione 1981                                                          |                                                                        |                                                                        |
| Peter Schönlein                                                          |                                                                        | Partito Socialdemocratico di Germania                                  | 1987                                                                   | 1990                                                                   | Elezione 1987                                                          |                                                                        |
| Peter Schönlein                                                          | 1990                                                                   | Partito Socialdemocratico di Germania                                  | 1996                                                                   | Elezione 1990                                                          |                                                                        |                                                                        |
| Ludwig Scholz                                                            |                                                                        | Unione Cristiano-Sociale in Baviera                                    | 1996                                                                   | 1º maggio 2002                                                         | Elezione 1996                                                          |                                                                        |
| Ulrich Maly                                                              |                                                                        | Partito Socialdemocratico di Germania                                  | 1º maggio 2002                                                         | 2008                                                                   | Elezione 2002                                                          |                                                                        |
| Ulrich Maly                                                              | 2008                                                                   | Partito Socialdemocratico di Germania                                  | 2014                                                                   | Elezione 2008                                                          |                                                                        |                                                                        |
| Ulrich Maly                                                              | 2014                                                                   | Partito Socialdemocratico di Germania                                  | 1º maggio 2020                                                         | Elezione 2014                                                          |                                                                        |                                                                        |
| Marcus König                                                             |                                                                        | Unione Cristiano-Sociale in Baviera                                    | 1º maggio 2020                                                         | in carica                                                              | Elezione 2020                                                          |                                                                        |